# Prem"jer-liha 2020-2021
La Prem"jer-liha 2020-2021 è stata la 30ª edizione della massima serie del campionato di calcio ucraino, iniziata il 21 agosto 2020 e terminata il 9 maggio 2021. Lo Šachtar era il detentore del titolo. La Dinamo Kiev ha conquistato il trofeo per la sedicesima volta nella sua storia.

## Stagione

### Novità
Dalla Prem"jer-liha 2019-2020 è stato estromesso, nel corso della passata stagione, il Karpaty.
Dalla Perša Liha 2019-2020 sono state promosse Mynaj, Ruch L'viv e Inhulec'. Tutte e tre le formazioni sono debuttanti in massima serie.
Il numero di squadre partecipanti è aumentato da 12 a 14.

### Formato
Le quattordici squadre si affrontano due volte, per un totale di ventisei giornate.
La squadra prima classificata è dichiarata campione d'Ucraina ed è ammessa alla fase a gironi della UEFA Champions League 2021-2022, mentre la seconda classificata è ammessa al terzo turno di qualificazione. 

La terza classificata si qualificherà per il turno di spareggio della UEFA Europa League 2021-2022.

La quarta e la quinta classificata si qualificheranno rispettivamente per la UEFA Europa Conference League 2021-2022, rispettivamente terzo e secondo turno di qualificazione. Se la squadra vincitrice della coppa nazionale, ammessa alla UEFA Europa League, si classifica tra il primo e il quarto posto, l'accesso all'Europa League e alla Conference League va a scalare.

L'ultima classificata, retrocede in Perša Liha.

## Squadre partecipanti
| Club            | Stagione | Città        | Stadio                            | Stagione precedente        |
| --------------- | -------- | ------------ | --------------------------------- | -------------------------- |
| Desna Černihiv  | dettagli | Černihiv     | Stadio Černihiv                   | 4º posto in Prem"jer-liha  |
| Dinamo Kiev     | dettagli | Kiev         | Stadio Olimpico di Kiev           | 2º posto in Prem"jer-liha  |
| Dnipro-1        | dettagli | Dnipro       | Dnipro Arena                      | 7º posto in Prem"jer-liha  |
| Inhulec'        | dettagli | Petrove      | Stadio Zirka (Kropyvnyc'kyj)      | 3º posto in Perša Liha     |
| Kolos Kovalivka | dettagli | Kovalivka    | Stadio Kolos                      | 6º posto in Prem"jer-liha  |
| L'viv           | dettagli | Leopoli      | Stadio Ucraina                    | 11º posto in Prem"jer-liha |
| Mariupol'       | dettagli | Mariupol'    | Stadio Volodymyr Bojko            | 8º posto in Prem"jer-liha  |
| Mynaj           | dettagli | Mynaj        | Stadio Avanhard (Užhorod)         | 1º posto in Perša Liha     |
| Oleksandrija    | dettagli | Oleksandrija | CSC Nika                          | 5º posto in Prem"jer-liha  |
| Olimpik Donec'k | dettagli | Donec'k      | Stadio Dynamo Lobanovs'kyj (Kiev) | 9º posto in Prem"jer-liha  |
| Ruch L'viv      | dettagli | Leopoli      | Arena L'viv                       | 2º posto in Perša Liha     |
| Šachtar         | dettagli | Donec'k      | Stadio Olimpico di Kiev           | Campione d'Ucraina         |
| Vorskla         | dettagli | Poltava      | Stadio Vorskla                    | 10º posto in Prem"jer-liha |
| Zorja           | dettagli | Luhans'k     | Slavutyč-Arena (Zaporižžja)       | 3º posto in Prem"jer-liha  |

## Allenatori e primatisti
| Squadra         | Allenatore                                                                           | Giocatore più presente (tra parentesi il numero delle presenze)       | Capocannoniere (tra parentesi il numero dei gol segnati) |
| --------------- | ------------------------------------------------------------------------------------ | --------------------------------------------------------------------- | -------------------------------------------------------- |
| Desna Černihiv  | Oleksandr Rjabokon'                                                                  | Vladyslav Ohirja (25)                                                 | Andrij Totovyc'kyj (9)                                   |
| Dinamo Kiev     | Mircea Lucescu                                                                       | Tomasz Kędziora (25)                                                  | Viktor Cyhankov (12)                                     |
| Dnipro-1        | Dmytro Mychajlenko (1ª-3ª) Igor Jovićević (4ª-26ª)                                   | Artem Dovbyk (24)                                                     | Mario Ćuže (7)                                           |
| Inhulec'        | Serhij Lavrynenko                                                                    | Jevhen Zaporožec' (24)                                                | Mladen Bartulović (7)                                    |
| Kolos Kovalivka | Ruslan Kostyšyn                                                                      | Oleh Il'ïn (24)                                                       | Volodymyr Lysenko, Jevhen Selezn'ov (5)                  |
| L'viv           | Giorgi Tsetsadze (2ª-7ª) Vitalij Šums'kyj (8ª-16ª) Anatolij Bezmertnyj (1ª, 17ª-26ª) | Nazarij Nyč (26)                                                      | Nazarij Nyč, Alvaro Tavares (4)                          |
| Mariupol'       | Ostap Markevyč                                                                       | Petro Stasjuk (25)                                                    | Artem Bondarenko (8)                                     |
| Mynaj           | Vasyl' Kobin (2ª-19ª) Mykola Cymbal (1ª, 20ª-26ª)                                    | Mislav Matić (24)                                                     | Anatolij Nurijev (10)                                    |
| Oleksandrija    | Volodymyr Šaran                                                                      | Dmytro Hrečyškin (24)                                                 | Artem Sitalo (4)                                         |
| Olimpik Donec'k | Ihor Klymovs'kyj (1ª-15ª) Jurij Kalytvyncev (10ª, 16ª-24ª) Roman Sanžar (25ª-26ª)    | Serhij Politylo (25)                                                  | Shahab Zahedi (8)                                        |
| Ruch L'viv      | Ivan Fedyk                                                                           | Jurij Klymčuk (25)                                                    | Danylo Kondrakov (6)                                     |
| Šachtar         | Luís Castro                                                                          | Tetê (24)                                                             | Manor Solomon (9)                                        |
| Vorskla         | Jurij Maksymov                                                                       | David Puclin, Dmytro Riznyk, Ruslan Stepanjuk, Serhij Javors'kyj (24) | Vladyslav Kulač (15)                                     |
| Zorja           | Viktor Skrypnyk                                                                      | Jehor Nazaryna (25)                                                   | Oleksandr Hladkyj (9)                                    |

## Classifica finale
|                    | Pos. | Squadra         | Pt | G  | V  | N  | P  | GF | GS | DR  |
| ------------------ | ---- | --------------- | -- | -- | -- | -- | -- | -- | -- | --- |
| Ucraina (bandiera) | 1.   | Dinamo Kiev     | 65 | 26 | 20 | 5  | 1  | 59 | 15 | +44 |
|                    | 2.   | Šachtar         | 54 | 26 | 16 | 6  | 4  | 54 | 19 | +35 |
|                    | 3.   | Zorja           | 50 | 26 | 15 | 5  | 6  | 44 | 22 | +22 |
|                    | 4.   | Kolos Kovalivka | 41 | 26 | 10 | 11 | 5  | 36 | 26 | +10 |
|                    | 5.   | Vorskla         | 41 | 26 | 11 | 8  | 7  | 37 | 30 | +7  |
|                    | 6.   | Desna Černihiv  | 38 | 26 | 10 | 8  | 8  | 38 | 32 | +6  |
|                    | 7.   | Dnipro-1        | 30 | 26 | 8  | 6  | 12 | 36 | 38 | -2  |
|                    | 8.   | L'viv           | 29 | 26 | 8  | 5  | 13 | 25 | 51 | -26 |
|                    | 9.   | Oleksandrija    | 29 | 26 | 8  | 5  | 13 | 33 | 37 | -4  |
|                    | 10.  | Ruch L'viv      | 28 | 26 | 6  | 10 | 10 | 27 | 39 | -12 |
|                    | 11.  | Mariupol'       | 26 | 26 | 6  | 8  | 12 | 27 | 41 | -14 |
|                    | 12.  | Inhulec'        | 26 | 26 | 5  | 11 | 10 | 24 | 39 | -15 |
|                    | 13.  | Olimpik Donec'k | 22 | 26 | 6  | 4  | 16 | 28 | 48 | -20 |
|                    | 14.  | Mynaj           | 18 | 26 | 4  | 6  | 16 | 16 | 47 | -31 |

      Campione di Ucraina e ammessa alla UEFA Champions League 2021-2022
      Ammessa alla UEFA Champions League 2021-2022
      Ammessa alla UEFA Europa League 2021-2022
      Ammesse alla UEFA Europa Conference League 2021-2022
      Retrocessa in Perša Liha 2021-2022
Tre punti per la vittoria, uno per il pareggio, zero per la sconfitta.
In caso di arrivo di due o più squadre a pari punti, la graduatoria verrà stilata secondo la classifica avulsa tra le squadre interessate.

### Squadra campione
| Formazione tipo | Giocatori (presenze)     |
| --- | ------------------------ |
| Buščan Zabarnyj Popov Kędziora Mykolenko Šaparenko Sydorčuk de Pena Cyhankov Bujal's'kij Bjesjedin | Heorhij Buščan (23)      |
| Buščan Zabarnyj Popov Kędziora Mykolenko Šaparenko Sydorčuk de Pena Cyhankov Bujal's'kij Bjesjedin | Illja Zabarnyj (21)      |
| Buščan Zabarnyj Popov Kędziora Mykolenko Šaparenko Sydorčuk de Pena Cyhankov Bujal's'kij Bjesjedin | Denys Popov (15)         |
| Buščan Zabarnyj Popov Kędziora Mykolenko Šaparenko Sydorčuk de Pena Cyhankov Bujal's'kij Bjesjedin | Tomasz Kędziora (25)     |
| Buščan Zabarnyj Popov Kędziora Mykolenko Šaparenko Sydorčuk de Pena Cyhankov Bujal's'kij Bjesjedin | Vitalij Mykolenko (22)   |
| Buščan Zabarnyj Popov Kędziora Mykolenko Šaparenko Sydorčuk de Pena Cyhankov Bujal's'kij Bjesjedin | Mykola Šaparenko (24)    |
| Buščan Zabarnyj Popov Kędziora Mykolenko Šaparenko Sydorčuk de Pena Cyhankov Bujal's'kij Bjesjedin | Serhij Sydorčuk (21)     |
| Buščan Zabarnyj Popov Kędziora Mykolenko Šaparenko Sydorčuk de Pena Cyhankov Bujal's'kij Bjesjedin | Carlos de Pena (19)      |
| Buščan Zabarnyj Popov Kędziora Mykolenko Šaparenko Sydorčuk de Pena Cyhankov Bujal's'kij Bjesjedin | Viktor Cyhankov (20)     |
| Buščan Zabarnyj Popov Kędziora Mykolenko Šaparenko Sydorčuk de Pena Cyhankov Bujal's'kij Bjesjedin | Vitalij Bujal's'kij (20) |
| Buščan Zabarnyj Popov Kędziora Mykolenko Šaparenko Sydorčuk de Pena Cyhankov Bujal's'kij Bjesjedin | Artem Bjesjedin (12)     |
| Altri giocatori: Oleksandr Karavajev (23), Gerson Rodrigues (22), Volodymyr Šepeljev (19), Vladyslav Suprjaha (17), Oleksandr Andrijevs'kyj (14), Denys Harmaš (12), Bohdan Ljednjev (12); Benjamin Verbič (12), Oleksandr Syrota (10), Sidcley (7), Mikkel Duelund (4), Oleksandr Tymčyk (4), Ruslan Neščeret (3), Denys Bojko (1), Tudor Băluță (1), Clayton (1), Vladyslav Vanat (1). |                          |

## Risultati

### Tabellone
|                 | Des  | DKi  | Dni  | Inh  | Kol  | Lvi  | Mar  | Myn  | Ole  | Oli  | Ruc  | Šac  | Vor  | Zor  |
| --------------- | ---- | ---- | ---- | ---- | ---- | ---- | ---- | ---- | ---- | ---- | ---- | ---- | ---- | ---- |
| Desna Černihiv  | –––– | 1-1  | 0-2  | 3-0  | 2-2  | 0-1  | 2-0  | 1-0  | 4-1  | 2-0  | 3-1  | 2-2  | 1-0  | 3-1  |
| Dinamo Kiev     | 0-0  | –––– | 2-0  | 5-0  | 2-2  | 3-1  | 0-0  | 3-0  | 1-0  | 3-1  | 3-0  | 0-3  | 2-0  | 1-1  |
| Dnipro-1        | 2-0  | 1-2  | –––– | 2-0  | 0-2  | 5-1  | 1-2  | 3-0  | 0-0  | 1-3  | 1-1  | 0-1  | 2-2  | 0-1  |
| Inhulec'        | 1-1  | 0-2  | 1-1  | –––– | 0-0  | 1-0  | 1-1  | 1-1  | 1-0  | 2-1  | 0-0  | 0-3  | 2-2  | 1-1  |
| Kolos Kovalivka | 1-1  | 0-3  | 1-1  | 0-0  | –––– | 4-0  | 1-0  | 2-2  | 1-1  | 1-2  | 1-2  | 0-0  | 3-0  | 1-0  |
| L'viv           | 1-0  | 1-4  | 1-3  | 1-1  | 0-2  | –––– | 1-3  | 1-0  | 3-1  | 1-1  | 1-1  | 3-2  | 1-0  | 0-5  |
| Mariupol'       | 4-1  | 1-2  | 2-2  | 4-3  | 1-4  | 1-2  | –––– | 0-0  | 0-1  | 1-1  | 0-3  | 0-3  | 0-1  | 0-1  |
| Mynaj           | 3-1  | 0-4  | 3-2  | 0-1  | 0-0  | 1-2  | 0-1  | –––– | 1-0  | 2-1  | 0-0  | 0-4  | 1-2  | 0-3  |
| Oleksandrija    | 2-2  | 1-2  | 4-1  | 4-3  | 0-2  | 1-0  | 4-1  | 3-0  | –––– | 2-0  | 0-0  | 2-0  | 0-2  | 0-2  |
| Olimpik Donec'k | 0-2  | 1-4  | 0-2  | 0-3  | 1-2  | 1-1  | 3-3  | 3-0  | 3-2  | –––– | 3-1  | 0-1  | 0-1  | 2-1  |
| Ruch L'viv      | 0-4  | 0-2  | 4-1  | 2-2  | 1-2  | 0-0  | 0-0  | 2-0  | 2-1  | 3-0  | –––– | 1-1  | 1-1  | 0-2  |
| Šachtar         | 4-0  | 0-1  | 2-1  | 1-0  | 3-1  | 5-1  | 4-1  | 5-1  | 1-1  | 2-0  | 2-0  | –––– | 1-1  | 0-1  |
| Vorskla         | 1-1  | 1-5  | 0-1  | 2-0  | 3-0  | 2-1  | 0-0  | 1-1  | 3-1  | 3-0  | 5-2  | 0-2  | –––– | 4-2  |
| Zorja           | 2-1  | 0-2  | 3-1  | 2-0  | 1-1  | 4-0  | 0-1  | 1-0  | 2-1  | 2-1  | 4-0  | 2-2  | 0-0  | –––– |

- Inhulec-Šachtar 0-3 a tavolino.[7]

## Statistiche

### Squadre

#### Capoliste solitarie
|    | —— | ——  | —— | —— | —— | ——          | ——          | ——          | ——          | ——          | ——          | ——          | ——          | ——          | ——          | ——          | ——          | ——          | ——          | ——          | ——          | ——          | ——          | ——          | ——          | —— |  |
|    |    | Vor |    |    |    | Dinamo Kiev | Dinamo Kiev | Dinamo Kiev | Dinamo Kiev | Dinamo Kiev | Dinamo Kiev | Dinamo Kiev | Dinamo Kiev | Dinamo Kiev | Dinamo Kiev | Dinamo Kiev | Dinamo Kiev | Dinamo Kiev | Dinamo Kiev | Dinamo Kiev | Dinamo Kiev | Dinamo Kiev | Dinamo Kiev | Dinamo Kiev | Dinamo Kiev |    |  |
|    |    |     |    |    |    |             |             |             |             |             |             |             |             |             |             |             |             |             |             |             |             |             |             |             |             |    |  |
|    |    |     |    |    |    |             |             |             |             |             |             |             |             |             |             |             |             |             |             |             |             |             |             |             |             |    |  |
| 1ª | 2ª | 3ª  | 4ª | 5ª | 6ª | 7ª          | 8ª          | 9ª          | 10ª         | 11ª         | 12ª         | 13ª         | 14ª         | 15ª         | 16ª         | 17ª         | 18ª         | 19ª         | 20ª         | 21ª         | 22ª         | 23ª         | 24ª         | 25ª         | 26ª         |    |  |

### Primati stagionali
Squadre
- Maggior numero di vittorie: Dinamo Kiev (20)
- Maggior numero di pareggi: Inhulec' e Kolos Kovalivka (11)
- Maggior numero di sconfitte: Olimpik Donec'k e Mynaj (16)
- Minor numero di vittorie: Mynaj (4)
- Minor numero di pareggi: Olimpik Donec'k (4)
- Minor numero di sconfitte: Dinamo Kiev (1)
- Miglior attacco: Dinamo Kiev (59)
- Peggior attacco: Mynaj (16)
- Miglior difesa: Dinamo Kiev (15)
- Peggior difesa: L'viv (51)
- Miglior differenza reti: Dinamo Kiev (+44)
- Peggior differenza reti: Mynaj (-31)
- Miglior serie positiva: Dinamo Kiev (17)
- Maggior numero di vittorie consecutive: Dinamo Kiev (9)

Partite
- Più gol: Vorskla-Ruch L'viv (5-2), Oleksandrija-Inhulec' (4-3), Mariupol'-Inhulec' (4-3)
- Maggior scarto di gol: Dinamo Kiev-Inhulec' (5-0), L'viv-Zorja (0-5)

### Individuali

#### Classifica marcatori
| Gol | Rigori |  | Giocatore          | Squadra                       |
| --- | ------ |  | ------------------ | ----------------------------- |
| 15  | 5      |  | Vladyslav Kulač    | Vorskla                       |
| 12  | 4      |  | Viktor Cyhankov    | Dinamo Kiev                   |
| 10  | 6      |  | Anatolij Nurijev   | Mynaj                         |
| 10  | 2      |  | Shahab Zahedi      | Olimpik Donec'k (8) Zorja (2) |
| 9   |        |  | Oleksandr Hladkyj  | Zorja                         |
| 9   |        |  | Manor Solomon      | Šachtar                       |
| 9   | 2      |  | Andrij Totovyc'kyj | Desna Černihiv                |
| 8   | 3      |  | Artem Bondarenko   | Mariupol'                     |
| 7   | 5      |  | Mladen Bartulović  | Inhulec'                      |
| 7   | 2      |  | Pylyp Budkivs'kyj  | Desna Černihiv                |
| 7   | 1      |  | Mario Ćuže         | Dnipro-1                      |
| 7   |        |  | Ruslan Stepanjuk   | Vorskla                       |